# Halvdan Svarte
För en av Harald Hårfagres söner med samma namn, se Halvdan Svarte Haraldsson.

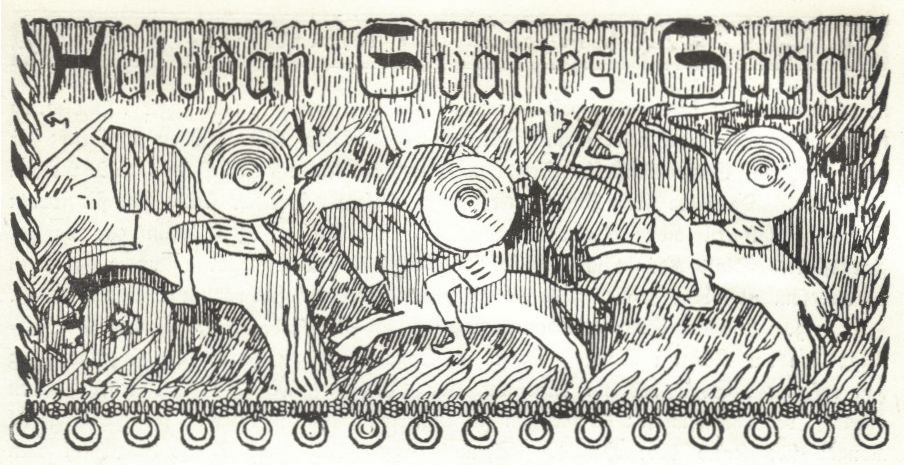
Halvdan Svartes saga.
Gerhard Munthe, Heimskringla (1899).

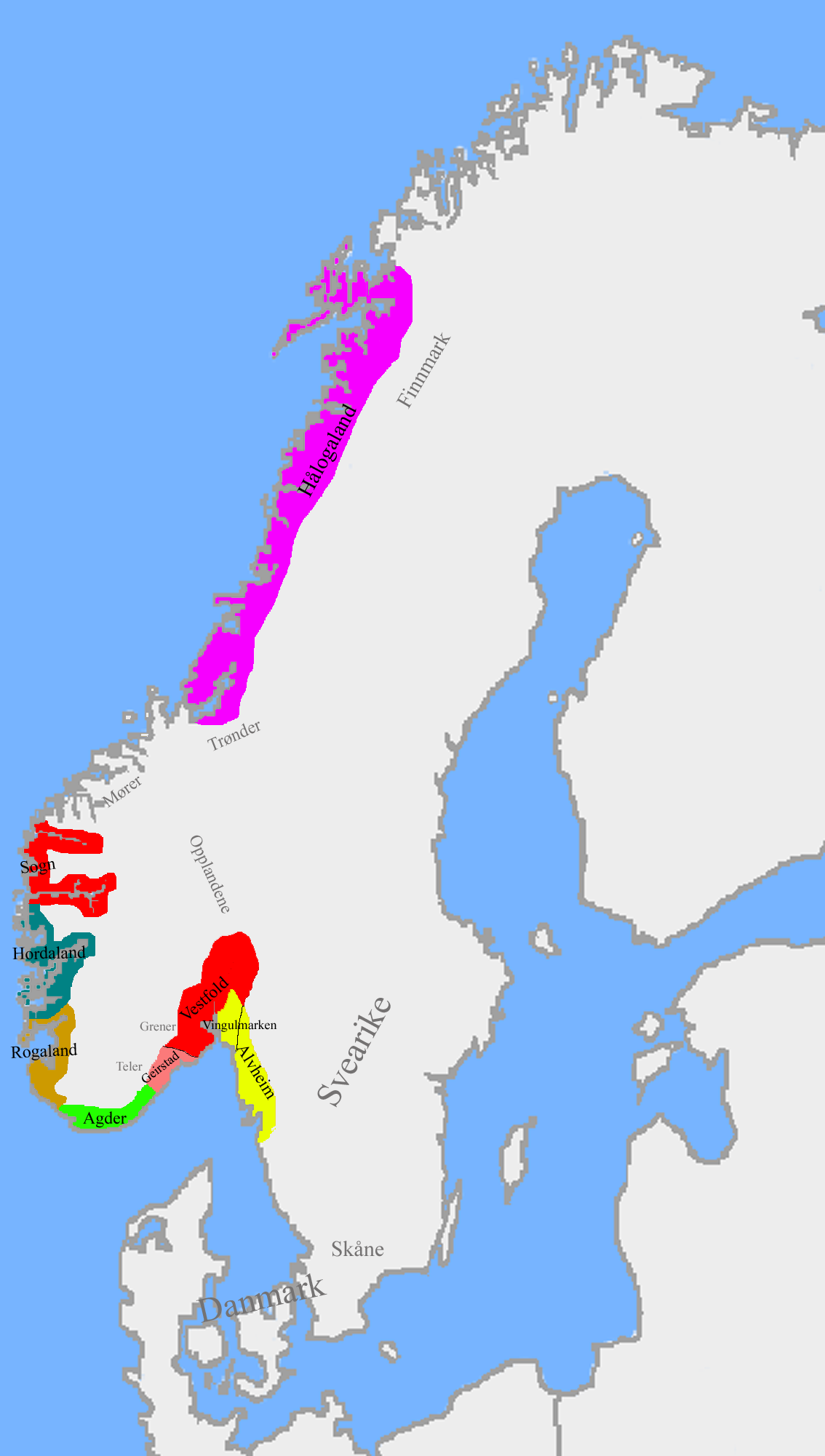
Småriken cirka 860. Halvdan Svartes kungadöme syns som det östra av de två rödmarkerade områdena.

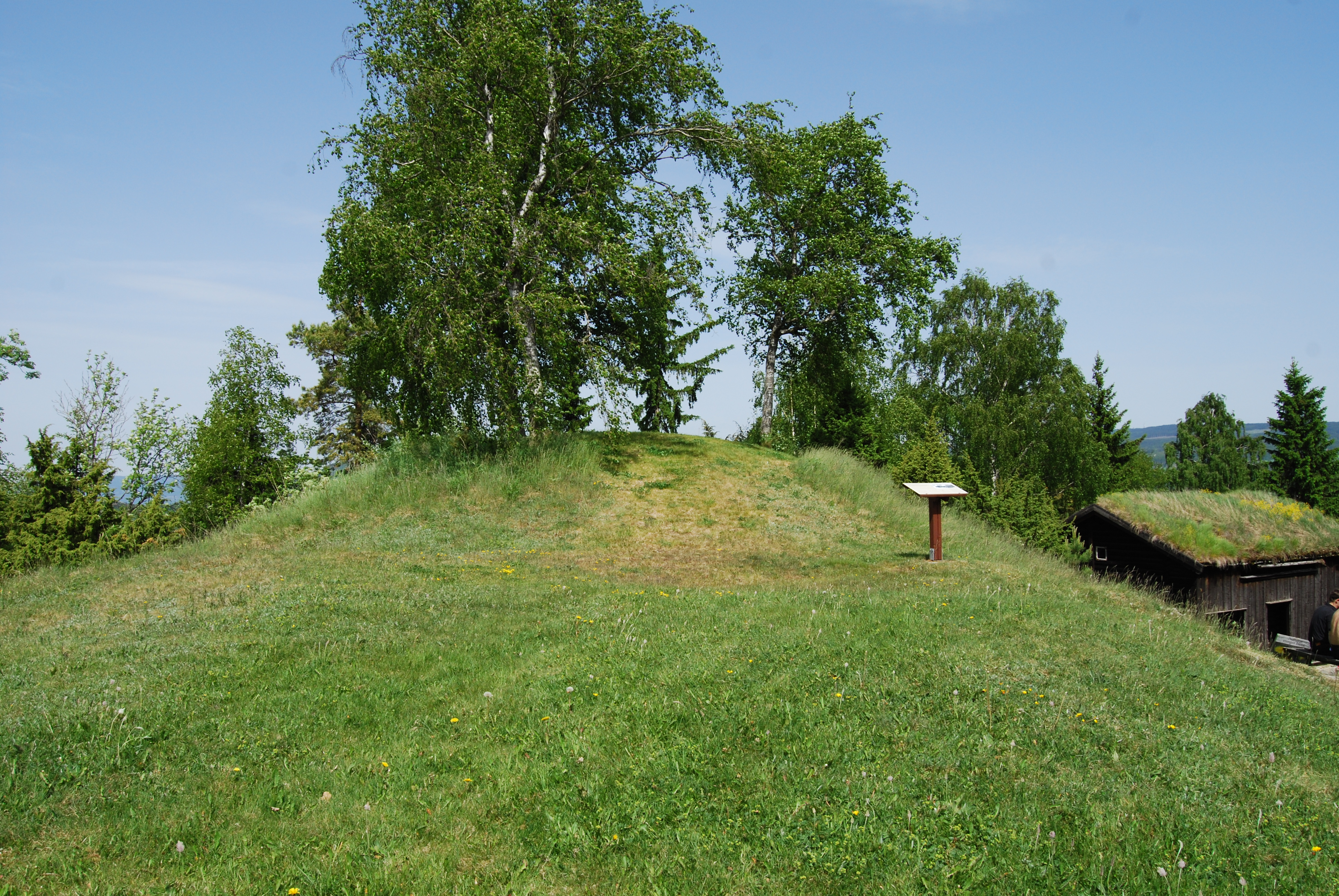
Halvdanshaugen på Hadelands Folkemuseum, ett av flera av Halvdan Svartes gravfält.

Halvdan Svarte Gudrödsson var kung i Vestfold i Norge på 800-talet. Han ska ha varit son till Gudröd och far till Harald Hårfager, samt gift med Ragnhild (dotter till Sigurd Hjort eller Sigurd Ormiöga). Halvdan ska ha dött genom drunkning i Randsfjorden. 
Enligt  Halvdan Svartes saga i Heimskringla härstammade han från ynglingaätten. Namnet Halvdan är fornnordiskt och betyder troligen 'halvdansk', och flera norska kungar har haft det namnet.
Enligt berättelsen i Heimskringla skall Halvdan Svarte ha enat fler norska fylken än någon annan norsk småkung och därmed tagit första steget mot ett enat Norge, ett verk som hans son Harald Hårfager skulle fullborda.
De enda primärkällorna om Halvdan Svartes existens är ifrågasatta av en del fackhistoriker, och han anses av dessa ofta vara en sagokung.

## Övrigt
Halvdans märkesman (banerförare i strid) var Herjulv Hornbrjot – Härjulf Hornbrytare, som anses vara Härjedalens förste nybyggare och som bär hans namn.